# Yoichiro Nambu
Yoichiro Nambu (japonès: 南部 陽一郎; Nambu Yōichirō) (Fukui, Japó, 18 de gener de 1921-Osaka, 15 de juliol de 2015) fou un físic i professor universitari estatunidenc d'origen japonès que fou guardonat amb el Premi Nobel de Física l'any 2008.

## Biografia
Va néixer el 18 de gener de 1921 a la ciutat de Fukui, població situada a la prefectura del mateix nom. Després d'estudiar a la seva població natal va traslladar-se a la ciutat de Tòquio per estudiar física a la Universitat Imperial de Tòquio, on es graduà el 1942. El 1949 va esdevenir professor a la Universitat de la Ciutat d'Osaka, convertint-se en uns dels més joves d'aquest centre. El 1952 va traslladar-se als Estats Units d'Amèrica convidat per l'Institut d'Estudis Avançats de Princeton, i el 1958 es convertí en professor de la Universitat de Chicago. Instal·lat en aquesta ciutat, el 1970 aconseguí la nacionalitat nord-americana.

## Recerca científica
Interessat per la física subatòmica va proposar l'anomenada "càrrega de color" de la cromodinàmica quàntica, i treballà en els principis de trencament espontani de simetria electrofeble dins del model estàndard de partícules fonamentals. Així mateix va descobrir que el model de doble ressonància podia explicar-se amb la teoria de cordes de la mecànica quàntica, sent un dels màxims exponents d'aquesta teoria. A ell se li déu el nom de l'acció Nambu-Goto (juntament a Tetsuo Goto) i els bosons sense massa sovint són anomenats bosons Nambu-Goldstone. Igualment, va desenvolupar el model de Nambu-Jona-Lasinio amb el físic italià G.Jona-Lasinio.
L'octubre de 2008 fou guardonat amb el Premi Nobel de Física pel descobriment del mecanisme de la ruptura espontània de simetria en la física subatòmica. Compartí el premi amb els japonesos Makoto Kobayashi i Toshihide Masukawa.